# Urbana Legion
Urbana Legion é uma banda-tributo brasileira de rock'n roll, criada em 2014 em homenagem à Legião Urbana e tendo por integrantes Egypcio, Marcão Britto, Lena e PG - todos integrantes de outras bandas notórias.
Para o crítico português Sérgio Almeida do Jornal de Notícias, "(...) não são uma simples banda de tributo feita por jovens músicos à busca da fama que procuram beneficiar do êxito alheio, mas sim artistas com longo currículo, pertencentes a projetos consolidados como Charlie Brown Jr, Tihuana e A Banca".

## História
Urbana Legion foi formada como tributo à banda de rock brasileira Legião Urbana, com integrantes das bandas do Tihuana, Charlie Brown Jr. e A Banca uniram-se para revisitar o repertório do início da banda, selecionando as canções e as reunindo em disco no ano de 2015.
O período revivido pela Urbana Legion atinge os quatro primeiros álbuns da Legião (Legião Urbana, Dois, Que País É Este e As Quatro Estações), de 1982 a 1989 com músicas como "Eduardo e Mônica", "Ainda É Cedo" ou "Faroeste Caboclo".
Segundo Egypcio, "fizemos a formação no ano retrasado, ensaiamos em 2014 quase 50 músicas. Era para ser algo pequeno, mas ganhou proporção e o resultado foi bem legal".
Em agosto de 2014 o projeto da banda ganhou corpo, realizando um show de apresentação para convidados durante o lançamento do site oficial da Legião e, finalmente, em 13 de dezembro daquele ano, ocorreu o primeiro show aberto ao público. Egypcio esclareceu que "O principal intuito desse show é levar aos jovens de hoje a incontestável obra da lendária Legião Urbana através de suas letras poéticas e contestadoras".
Em 2015 a banda lembrou os 30 anos da criação da homenageada.
A agenda da nova banda não atrapalha a atuação dos músicos em suas bandas de origem.
Para comemorar os 57 anos do nascimento de Renato Russo no dia 27 de março de 2017, a banda lançou a música "Apostolo São João", escrita por Renato Russo e encontrada pelo seu filho Giuliano Manfredini em um caderno de anotações com diversas letras ainda inéditas, no apartamento que era de Renato em Ipanema. Em um mês, o videoclipe da música atingiu mais de 1 milhão de views no YouTube. Em outubro do mesmo ano, mais uma música inédita de Renato Russo. "Mariane 2",  ganhou versão do tributo da Legião Urbana.

### Polêmicas
Em entrevista em 2015, Marcelo Bonfá, baterista da Legião Urbana disse: "Nós somos a Legião Urbana. Não tem duas Legiões.". Segundo Egypcio, Dado Villa-Lobos e Bonfá foram convidados, mas nunca toparam participar.

## Integrantes
- Egypcio - vocais
- Marcão Britto - guitarra
- Lena Papini - baixo
- Paulo Guilherme "P. G." - bateria

## Discografia
- Tempo Perdido (2014)